# Will Buckley
Will Buckley (Oldham, 21 novembre 1989) è un ex calciatore inglese, di ruolo centrocampista.

## Carriera
Will Buckley inizia la sua carriera calcistica con il Rochdale. Nel 2008 esordisce per la prima volta in League Two nei play-off contro il Darlington. Con la squadra neroazzurra mette a segno 13 reti in 56 partite ufficiali. Nel gennaio del 2008, viene acquistato dal Watford, dove firma un contratto di tre anni e mezzo. Con questa squadra colleziona 39 presenze, mettendo a segno 5 gol.
Nel 2011 decide di trasferirsi al Brighton.